# Питър Уайтхед
Питър Уайтхед (на английски: Peter Whitehead) е британски автомобилен състезател, пилот от Формула 1. Роден е на 12 ноември 1914 г. в Менстън, Великобритания.

## Формула 1
Питър Уайтхед прави своя дебют във Формула 1 в Голямата награда на Монако през 1950 г. В световния шампионат записва 12 състезани,я като печели четири точките и един път се качва на подиума, състезава се с три различни марки частни автомобила и за отбора на Ферари.